# 롤라이
롤라이(Rollei- Werke Franke & Heidecke GmbH)는 독일의 광학 제품 및 카메라 제조 회사이다. 포익트랜더를 퇴사한 파울 프랑케 (Paul Franke, 1888 - 1950년)와 라인홀트 하이데케 (Reinhold Heidecke, 1881 - 1960년)가 공동 창업하였다. 중형 이안 렌즈 리플렉스 카메라인 롤라이플렉스 시리즈가 유명하며, 2006년까지도 이안 렌즈 리플렉스 카메라들을 생산하고 있었다. 담배갑보다 작은 컴팩트 카메라 돌풍을 일으킨 롤라이 35 시리즈는 당시 카메라계에 돌풍을 일으켰으며 사업상 실패한 SLR 카메라 SL 35 시리즈의 렌즈 라인업은 후에 C/Y 마운트의 쿄세라 콘탁스 카메라의 기초가 되기도 한다.
세계최초로 Rolleiflex 6008 AF 6x6 정방형 중형 자동초점 카메라를 개발하였으며 중형 디지털백이 장착가능한 HY6 카메라 등을 생산하였다.
렌즈는 세계 최고의 광학회사 칼 짜이스(Carl Zeiss)의 렌즈와 짜이스의 T* 코팅과 함께 연구,개발한 롤라이 HFT (High-Fidelity-Transfer) 다층막 코팅을 채용한 짜이스의 라이센스 렌즈들 그리고 슈나이더(Schneider kreuznach) 렌즈를 사용했다.
롤라이는 초기부터 롤필름을 넣는 중형카메라를 제조했기에 롤 필름을 쓰는 카메라를 만드는 회사라 하여 회사이름을 롤라이라고 지었다.
1995년 삼성테크윈에 흡수합병이 되었으나 1999년 독일에 재매각되었다.

## 같이 보기
- 롤라이플렉스
- 롤라이 35
- 이안 반사식 카메라
- 미녹스